# Katastrofa lotu Malaysia Airlines 2133
Katastrofa lotu Malaysia Airlines 2133 – wypadek lotniczy, który wydarzył się 15 września 1995 roku na lotnisku w Tawau na Borneo (Malezja). Podczas lądowania samolot zbyt się zniżył i rozbił w dzielnicy przed lotniskiem. Z 53 osób na pokładzie zginęły 34.

## Samolot
Samolotem był holenderski Fokker 50 należący do linii Malaysia Airlines. Numery rejestracyjne samolotu to 9M-MGH.

## Przebieg lotu
Tuż po południu, samolot zbliżał się do pasa startowego nr 17 lotniska w Tawau. Nagle maszyna zaczęła się gwałtownie zniżać. Zaledwie 500 metrów przed progiem pasa samolot rozbił się w dzielnicy mieszkalnej przed lotniskiem. Maszyna rozpadła się na cztery duże fragmenty. Z 53 osób znajdujących się na pokładzie, przeżyło 19. Był to pierwszy poważny wypadek samolotu Fokker 50.